# Cazals-des-Baylès
Cazals-des-Baylès är en kommun i departementet Ariège i regionen Occitanien i södra Frankrike. Kommunen ligger  i kantonen Mirepoix som ligger i arrondissementet Pamiers. År 2022 hade Cazals-des-Baylès 56 invånare.

## Befolkningsutveckling
Antalet invånare i kommunen Cazals-des-Baylès
Referens: INSEE